# Вад (река)
Вад (на руски: Вад) е река в Пензенска област, Република Мордовия и Рязанска област в Русия, ляв приток на Мокша (десен приток на Ока, десен приток на Волга). Дължина 222 km. Площ на водосборния басейн 6500 km².
Река Вад води началото си от възвишения на 265 m н.в., на 6 km южно от село Красная поляна, в северозападната част на Пензенска област. В горното си течение, до селището от градски тип Ширингуши тече предимно в тясна и дълбока долина, след което навлиза в североизточната част на Окско-Донската равнина, където силно меандрира в широка и плитка долина. По цялото си протежение има северна посока. Последните 15 km тече на запад през Рязанска област и се влива отляво в река Мокша (десен приток на Ока, десен приток на Волга), при нейния 105 km, на 91 m н.в., на 4 km южно от селището от градски тип Кадом, в източната част на Рязанска област. Основните ѝ притоци са десни: Парца (117 km) и Явас (66 km). Вад има смесено подхранване с преобладаване на снежното. Среден годишен отток на 84 km от устието, при село Авдалово 7,66 m³/s. По течението ѝ са разположени множество населени места, в т.ч. районният център Вадинск в Пензенска област и селището от градски тип Ширингуши в Република Мордовия.